# Армориканська порода
Армориканська порода (фр. Armoricaine) — порода великої рогатої худоби м'ясного напряму продуктивності, що її було виведено у 19 столітті на північному заході Франції — у бретонській області Арморика (звідси назва породи). Племінну книгу відкрито у 1919 році. У 1960 — 1970-х роках порода майже зникла. На початку 1980-х років було прийнято програму зі збереження й розвитку породи.

## Історія
Армориканську породу було виведено у XIX столітті на північному заході Франції — у бретонській області Арморика схрещуванням завезеної з Англії даремської худоби (теперішня шортгорнська) з червоно-рябою і бретонською чорно-рябою худобою. Племінну книгу відкрито у 1919 році. У 1934 році у Британі налічувалося до 360000 корів даної породи. Між 1960 і 1970 роками поголів'я породи зменшилося через схрещування армориканської худоби з маас-рейн-ейсельською і німецькою червоно-рябою, внаслідок чого було утворено породу пі-руж-де-плен (французька червоно-ряба рівнинна). Армориканська порода опинилася на межі зникнення. У 1978 році залишилося лише 40 корів цієї породи. У центрах штучного осеменіння було віднайдене сім'я 14 бугаїв армориканської породи і було прийнято програму зі збереження породи. У 2014 році кількість корів породи зросла до 180 голів, вони утримувалися у 67 фермерських господарствах.

## Опис
Масть породи червона, на череві і ногах — білі плями, китиці хвоста також білого кольору. Роги короткі, з характерним закрученням. Середній зріст корів становить 130—140 см. Жива вага бугаїв — 800—1000 кг, корів — 600—700 кг. Маса телят при народженні 35-40 кг. Середньорічний надій становить приблизно 4000 кг молока. М'ясо мармурове.

## Поширення
Худоба армориканської породи поширена на північному заході Франції — у Бретані. На початку 2016 року налічувалося 240 корів даної породи, що утримувалися у 71 стаді (господарстві).